# Mascha Lubelski

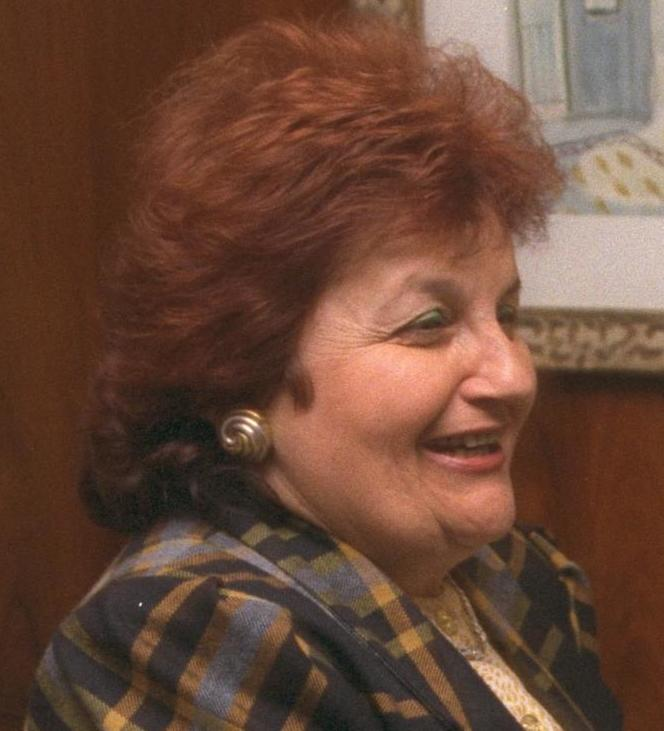
Masha Lubelsky, 1990

Mascha Lubelski (auch: Masha Lubelsky; hebräisch מאשה לובלסקי‎; * 25. Dezember 1936 in Herzlia, Völkerbundsmandat für Palästina) ist eine israelische Politikerin und Knessetabgeordnete.

## Leben
Lubelski absolvierte einen Hochschulabschluss und arbeitete anschließend im Bildungswesen. Des Weiteren war sie für die israelische Frauenorganisation Na’amat von 1981 bis 1992 als Generalsekretärin tätig. Zudem war sie Mitglied in dem Gewerkschaftsverband Histadrut und saß in dessen Zentralkomitee. Lubelski war Mitglied israelischen Partei der Arbeit, der Awoda für die sie 1992 in den Knesset gewählt wurde. Für die unabhängige Liste der Tnufa von Pnina Rosenblum ließ sie sich 1999 erneut zu den Knesset-Wahlen aufstellen und zog wieder ins Parlament. Lubelski war in der 13. Legislaturperiode bzw. 25. und 26. Regierung vom 4. August 1992 bis zum 18. Juni 1996 stellvertretende Ministerin für Wirtschaft und Handel. Lubelski spricht fließend ivrith, englisch und jiddisch.